# Frente Pátria (Bulgária)
A Frente Pátria (em búlgaro:  Отечествен фронт, ОФ ) foi um movimento de resistência política pró-comunista búlgaro, que começou em 1942 durante a Segunda Guerra Mundial. O movimento Zveno, o Partido Comunista Búlgaro dos Trabalhadores, uma ala da União Nacional Agrária Búlgara e o Partido Social Democrata dos Trabalhadores Búlgaro tornaram-se todos parte do OF. Os grupos constituintes da OF tinham ideologias amplamente contrastantes e uniram-se apenas face à ditadura militarista pró-alemã na Bulgária. No início, os integrantes da OF trabalhavam juntos, sem um único grupo dominante. As associações profissionais e os sindicatos poderiam ser membros da frente e manter a sua independência organizacional. No entanto, o Partido Comunista Búlgaro logo começou a dominar. Em 1944, depois de a União Soviética ter declarado guerra à Bulgária, a OF deu um golpe de estado (9 de Setembro de 1944) e declarou guerra à Alemanha e às outras potências do Eixo. O governo OF, liderado por Kimon Georgiev de Zveno, assinou um tratado de cessar-fogo com a União Soviética (28 de outubro de 1944). No verão de 1945, a maior parte do BANU liderado por Nikola Petkov e a maioria dos social-democratas deixaram o OF e se tornaram um grande grupo de oposição que mais tarde, após as eleições para a Grande Assembleia Nacional de 1946, se tornaria uma coalizão chamada "Federação da Aldeia e trabalho urbano" com 99 deputados de 465.
Em 18 de novembro de 1945, o OF obteve ampla maioria nas eleições nacionais. Em novembro de 1946, Georgiev renunciou ao cargo de primeiro-ministro e foi sucedido por Georgi Dimitrov, líder dos comunistas. A Bulgária tornou-se uma República Popular em 15 de setembro de 1946, após um referendo. Em 1948 e 1949, todos os partidos restantes no OF, exceto a ala pró-comunista do BANU, auto-dissolveram-se e fundiram-se no BCP. A OF acabou por se transformar numa ampla frente popular sob controlo comunista geral.
De 1947 em diante, a Frente Pátria foi efetivamente a única organização política legalmente permitida na Bulgária. Os eleitores foram apresentados a uma lista única da Frente em todas as eleições de 1949 a 1986, com números oficiais mostrando bem mais de 99 por cento dos eleitores aprovando a lista. Com a queda do comunismo na Bulgária, a Frente Pátria foi dissolvida em 1990.

## Presidentes do Conselho Nacional
- Georgi Dimitrov (1942–1949)
- Valko Chervenkov (1949–1956)
- Encho Stajkov (1956–1967)
- Boyan Bulgaranov (1967–1972)
- Georgi Traikov (1972–1974)
- Pencho Kubadinski (1974–1989)
- Zhivko Zhivkov (1989–1990)